# Triolena
Triolena là một chi thực vật thuộc họ Melastomataceae. Chi này có các loài sau (tuy nhiên danh sách này có thể chưa đủ):
- Triolena asplundii, Wurdack
- Triolena campii, (Wurdack) Wurdack
- Triolena pedemontana, Wurdack
- Triolena pustulata, Triana